# Noaptea (film din 1961)
Noaptea (titlul original: în italiană La Notte) este un film dramatic italian, realizat în 1961 de regizorul Michelangelo Antonioni după un subiect propriu, protagoniști fiind actorii Marcello Mastroianni, Jeanne Moreau, Monica Vitti, Bernhard Wicki și Rosy Mazzacurati. 

## Rezumat
Zile cenușii în Milano. Doi intelectuali, scriitorul de succes Giovanni Pontano și soția sa Lidia trăiesc, după câțiva ani de căsnicie, în sumbrul plictiselii și al incomunicabilității tot mai mari. Împreună îl vizitează pe Tommaso, un prieten apropiat al lui Giovanni, și el scriitor, care își sfârșește zilele într-o clinică. În timp ce Giovanni, uitând de vizita dureroasă la prietenul său pe moarte, merge să facă prezentarea ultimei sale cărți, Lidia rătăcește prin orașul care îi seamănă, gol și sumbru. 
Seara, după ce s-au plictisit într-un club de noapte unde se cânta jazz, cuplul merge la petrecerea unui industriaș bogat care vrea ca Giovanni să scrie istoria companiei sale. În vila mare și luxoasă a gazdei sale, despărțit pentru o vreme de Lidia, Giovanni flirtează cu drăguța Valentina, fiica industriașului, ambii încercând să-și înșele nemulțumirerea viții într-o îmbrățișare scurtă și jalnică. Între timp, Lidia este curtată de un pretendent pe care îl respinge când devine prea insistent. După o noapte lungă și plictisitoare, zorii îi surprind pe Lidia și Giovanni în grădina tăcută a vilei pustii. Ei își găsesc în sfârșit curajul să-și vorbească, evocând fericirea lor scăpată și oboseala vieții. 
Noaptea se termină și Lidia îi mărturisește soțului ei că nu îl mai iubește. Cu toate acestea, Giovanni o sărută brusc pe Lidia cu fervoare.

## Distribuție
- Marcello Mastroianni – Giovanni Pontano
- Jeanne Moreau – Lidia Pontano
- Monica Vitti – Valentina Gherardini
- Bernhard Wicki – Tommaso Garani
- Rosy Mazzacurati – Rosy
- Maria Pia Luzi – pacientul din spital
- Guido Ajmone Marsan – domnul Fanti
- Vincenzo Corbella – domnul Gherardini
- Gitt Magrini – doamna Gherardini
- Giorgio Negro – Roberto
- Roberta Speroni – Bea

## Aprecieri
„Criza eroilor din Noaptea ia amploare în mediul blazat de preaplin al reședinței care mistifică și banalizează până și plăcerea. Această „Dolce vita” antonioniană, care fomează o trilogie alături de Aventura și Eclipsa, dezvăluie cum însăși distracția poate deveni povară: „Viața ar fi mai suportabilă fără plăceri” - spune un personaj în timp ce prin somptuoasele săli alunecă chipuri stinse. „E o tristețe de câine” - se exprimă altcineva despre plictisul convertit în ritmul filmului, voluptos de lent, ritm de blues ostenit la spartul unei nopți de petrecere.”— Tudor Caranfil ,  Dicționar universal de lungmetraje cinematografice. 

## Premii și nominalizări
- 1961 – Festivalul de Film de la Berlin
  - Ursul de Aur lui Michelangelo Antonioni
- 1961 - David di Donatello
  - Cel mai bun regizor lui Michelangelo Antonioni
- 1962 - Nastro d'argento
  - Cel mai bun regizor lui Michelangelo Antonioni
  - Cea mai bună actriță în rol secundar pentru Monica Vitti
  - Cea mai bună coloană sonoră lui Giorgio Gaslini
  - Nominalizare la Cea mai bună imagine lui Gianni Di Venanzo